# Dominik Nerz
Dominik Nerz é um ciclista profissional alemão. Nasceu em Wangen im Allgäu (Baden Wurtemberg), a 25 de agosto de 1989. Actualmente corre na equipa de categoria profissional continental, o Bora-Argon 18.
Dantes de ser profissional teve algumas acções destacadas, como uma vitória de etapa no Giro della Vale d'Aosta, ou um campeonato nacional de Alemanha de categoria Sub-23.
É profissional desde 2010, quando estreiou com a equipa Team Milram. Em 2011 alinha pela equipa italiana Liquigas-Cannondale e em 2013 passou à equipa BMC Racing para converter-se num gregário de alta montanha para chefes de filas como: Tejay Vano Garderen e Cadel Evans.

## Palmarés
Não tem conseguido vitórias como profissional.

## Resultados nas grandes voltas
| Carreira           | 2010 | 2011 | 2012 | 2013 | 2014 |
| ------------------ | ---- | ---- | ---- | ---- | ---- |
| Giro de Itália     | -    | -    | -    | -    | -    |
| Tour de France     | -    | -    | 47º  | -    | -    |
| Vuelta a España    | -    | 38º  | -    | 14º  | 18º  |
| Mundial em Estrada | -    | -    | -    | Ab.  | 38°  |

## Equipas
- Team Milram (2010)
- Liquigas-Cannondale (2011-2012)
- BMC Racing Team (2013-2014)
- Bora-Argon 18 (2015-)